# Thirteen Days (2000)
Der US-amerikanische Spielfilm Thirteen Days ist ein Politthriller aus dem Jahr 2000, der sich mit den 13 Tagen der Kubakrise aus der Sicht der Amerikaner beschäftigt. Der Film orientiert sich weitgehend an den historischen Fakten und arbeitet  punktuell mit realen Einspielern aus der damaligen Zeit. Die Hauptpersonen des Films sind der politische Berater John F. Kennedys, Kenneth „Kenny“ O’Donnell, gespielt von Kevin Costner, Präsident John F. Kennedy selbst, dargestellt von Bruce Greenwood, und dessen Bruder Robert „Bobby“ Kennedy, gespielt von Steven Culp. Regie führte Roger Donaldson.

## Handlung
Oktober 1962: Die Amerikaner finden heraus, dass die Sowjetunion nukleare ballistische Boden-Boden-Mittelstreckenraketen auf Kuba stationiert hat. Diese Kernwaffen bedrohen weite Teile der USA. Unter zunächst strengster Geheimhaltung schart John F. Kennedy einen Beraterstab um sich. Während eine Vielzahl von Politikern und besonders das Militär für einen Luftangriff und eine anschließende Invasion Kubas sind, um die Raketen zu beseitigen, versucht Präsident Kennedy die Lage möglichst ohne den Einsatz von Gewalt zu entschärfen. Die Situation spitzt sich jedoch immer weiter zu, weil es von Tag zu Tag wahrscheinlicher wird, dass die Raketen startbereit gemacht werden können. Schließlich entscheidet sich der Präsident für eine Blockade Kubas. Diese wird als Quarantäne bezeichnet, weil eine Blockade als kriegerischer Akt angesehen würde. Das bedeutet, dass jedes Schiff, das sich auf dem Weg nach Kuba befindet, egal aus welchem Land es stammt, vor der Küste gestoppt und durchsucht wird. Wenn festgestellt wird, dass es Waffen an Bord hat, soll es abgewiesen und zurückgeschickt werden.
Währenddessen wird eine Sitzung des UN-Sicherheitsrates in New York abgehalten. In dieser kann der Vertreter der Vereinigten Staaten, Adlai Stevenson, die Welt davon überzeugen, dass es die Raketen auf Kuba gibt.
Die Quarantäne zeigt zunächst Erfolg, doch eskaliert die Situation, als der Verantwortliche eines der Schiffe sich vehement weigert, das Schiff durchsuchen zu lassen. Kennedy erhält indes einen Brief des sowjetischen Regierungschefs Chruschtschow, in dem dieser anbietet, es zu unterlassen, Schiffe mit Nuklearwaffen nach Kuba zu schicken, wenn die Amerikaner sich im Gegenzug dazu verpflichten, auf eine Invasion Kubas zu verzichten. Später trifft allerdings ein weiterer – dem ersten inhaltlich widersprechender – Brief ein, dessen Urheber aber gleichfalls Chruschtschow sein soll. Der amerikanische Krisenstab ist verunsichert, ob dieser Brief authentisch ist und Chruschtschow die Zügel wirklich noch selbst in der Hand hält. US-Präsident Kennedy hält den Luftschlag und die Invasion daraufhin weiterhin für unter Umständen zwingende Optionen.
Bei einem weiteren Aufklärungsflug wird ein amerikanisches Flugzeug von einer Boden-Luft-Rakete abgeschossen und der Pilot getötet. Ein Krieg scheint nun nahezu unausweichlich. Doch es keimt noch einmal Hoffnung auf: John F. Kennedy schickt seinen Bruder Robert Kennedy zu dem sowjetischen Botschafter Dobrynin, um noch einmal zu verhandeln. Als Robert Kennedy und der politische Berater Präsident Kennedys Kenny O’Donnell am Botschaftsgebäude ankommen, sehen sie, dass aus einem Schornstein Rauch aufsteigt und vermuten daher, dass die Sowjets offenbar Dokumente verbrennen. Das würde bedeuten, dass sie von einem unmittelbar bevorstehenden Krieg ausgehen.
Dobrynin verlangt als Gegenleistung für einen Abzug der sowjetischen Raketen den Verzicht der USA auf eine Invasion Kubas und den Abzug der US-amerikanischen Jupiter-Raketen aus der Türkei. Robert Kennedy akzeptiert dies mit der Maßgabe, dass die USA bereit seien, die Jupiter-Raketen zwar nicht sofort, aber innerhalb von sechs Monaten abzuziehen. Zugleich müsse dieses Zugeständnis streng geheim bleiben, damit die USA in der Öffentlichkeit nicht als zu nachgiebig erscheinen. Ob ein Krieg ausbricht, hängt jetzt von der sowjetischen Reaktion auf das Angebot Kennedys ab.
Am nächsten Morgen ist die Krise beendet. Chruschtschow hat befohlen, die Raketen abzubauen und zurück in die Sowjetunion zu verfrachten. In der letzten Szene sieht man Präsident Kennedy, seinen Bruder Robert Kennedy und seinen politischen Berater Kenny O’Donnell auf einer Veranda des Weißen Hauses stehen. Im Hintergrund hört man im Original einen Ausschnitt der Rede A Strategy of Peace, die Kennedy am 10. Juni 1963 bei der Entlassungsfeier für Absolventen der American University gehalten hat.

## Produktionsnotizen
- Der Darsteller von Commander William Ecker, Christopher Lawford, war der älteste Sohn des Schauspielers Peter Lawford und von Patricia Kennedy Lawfords, einer Schwester des US-Präsidenten John F. Kennedy.
- Der Film hatte bei den Filmfestspielen in Berlin seine Europa-Premiere. Die Afterparty fand in einem ehemaligen Luftschutzbunker statt. In den deutschen Kinos war der Film ab dem 22. März 2001 zu sehen.[1][2] Die Premiere im deutschen Free-TV war am 23. November 2003 auf Sat.1.[3][4]

## Synchronsprecher
Die Synchronsprecher für die deutsche Fassung:
- Kenny O’Donnell: Frank Glaubrecht
- John F. Kennedy: Sigmar Solbach
- Robert F. Kennedy: Christian Weygand
- Robert McNamara: Ulrich Frank
- Adlai Stevenson: Horst Sachtleben
- Dean Rusk: Erich Ludwig
- McGeorge Bundy: Stephan Hoffmann
- Maxwell Taylor: Hartmut Neugebauer
- Curtis LeMay: Rainer Basedow
- George Anderson: Norbert Gastell
- Marshall Carter: Ulf J. Söhmisch
- Ted Sorenson: Frank Röth
- Dean Acheson: Fred Maire
- William Ecker: Oliver Stritzel
- John McCone: Reinhard Glemnitz
- Rudolph Anderson: Florian Halm
- Captain der USS Pierce: Walter von Hauff
- Helen O’Donnell: Bettina Redlich
- John Scali: Leon Rainer
- Walter Sheridan: Michael Schwarzmaier

## Rezeption

### Kritiken
„Brillant fotografierte Bilder, perfekte Ausstattung und eine geschmeidige Verdichtung der historischen Ereignisse aus US-Sicht, die Abiturienten mit Leistungskurs Geschichte oder Politik nicht verpassen sollten.“

„Der Film konzentriert sich ganz auf die amerikanische Seite, wobei ihm das Kunststück gelingt, eine Politik, die in erster Linie von der Sprache bestimmt wird, durch eine stimmige dramaturgische Form überzeugend und spannend darzustellen.“

### Auszeichnungen
- Der Film wurde 2000 mit dem Political Film Society Award für Frieden ausgezeichnet.
- Der Film wurde 2000 mit dem Political Film Society Award im Bereich Expose nominiert.
- Nominierung: Broadcast Film Critics Association Awards (2001)
- Nominierung: Critics Choice Award - Bester Film (2001)
- Nominierung: DVD Exclusive Awards 2001
- Nominierung: Video Premiere Award - Beste Extra Features
- Nominierung: Harry Awards 2001
- Nominierung: Hollywood Makeup Artist and Hair Stylist Guild Awards 2001
- Nominierung: Las Vegas Film Critics Society Award (2000)
- Nominierung: Sierra Award - Bester Schnitt für Conrad Buff IV
- Satellite Award Bester männlicher Nebendarsteller (Kategorie Drama) Bruce Greenwood
- Satellite Award Bester Schnitt für Conrad Buff IV
- Nominierung: Satellite Award bestes adaptiertes Drehbuch David Self